# 尋彗鏡
尋彗鏡是一種特別適合搜尋彗星的小型望遠鏡：通長是短焦距和大光圈，以取得最大亮度的光。
例如，馬克里天文台在1842年添加了一架4英吋 (10公分) 口徑的尋彗鏡，而在1948年發現了穎神星。